# Крістофер Мак-Дональд
Крістофер Макдональд (англ. Christopher McDonald; 15 лютого 1955) — американський актор.

## Біографія
Крістофер Макдональд народився 15 лютого 1955 року в Нью-Йорку. Батько Джеймс — працював викладачем, мати Патриція — працювала агентом з продажу нерухомості. Виріс в Ромулусі — передмісті Нью-Йорка, закінчив коледж Гобарта та Вільяма Сміта, де був активним членом студентського братства «Kappa Alpha». Навчався в Королівській академії драматичного мистецтва, у Лондонській академії музики і драматичного мистецтва та Студії акторської майстерності Стелли Адлер в Нью-Йорку.

## Кар'єра
Знімався в таких фільмах, як «Тельма і Луїза» (1991), «Старі буркотуни» (1993), «Телевікторина» (1994), «Флаббер» (1997), «Факультет» (1998), «Ідеальний шторм» (2000), «Домашній арешт» (1996), «Брудна робота» (1998), «Американський Пиріг 5: Гола миля» (2006), «Зламані квіти» (2005) і «Діти шпигунів 2» (2002). На телебаченні знімався в серіалах «Сімейне право», «Північний берег», «Салон Вероніки» і «Клан Сопрано». Озвучив агента Кента Менслі в анімаційному фільмі «Сталевий гігант» (1999). Також знявся в кліпі Пітера Гебріеля на пісню «The Barry Williams Show».

## Особисте життя
Кріс Макдональд з 1992 року одружений з Лупі Джидлі, мають чотирьох дітей: син Джексон Райлі (22 грудня 1990) і дочки Анна Елізабет (20 жовтня 1993), Роузі (1996) та Ава Кетрін (3 вересня 2001).

## Фільмографія

### Фільми
| Рік  |    | Українська назва                            | Оригінальна назва                    | Роль                    |
| ---- | -- | ------------------------------------------- | ------------------------------------ | ----------------------- |
| 1978 | тф |                                             | Getting Married                      | Ашер                    |
| 1980 | ф  |                                             | The Hearse                           | Піт                     |
| 1982 | ф  |                                             | Grease 2                             | Маккензі                |
| 1982 | ф  |                                             | The Black Room                       | Террі                   |
| 1984 | ф  | Сонце, море і хлопці                        | Where the Boys Are                   | Тоні                    |
| 1984 | ф  | Брейк-данс                                  | Breakin'                             | Джеймс                  |
| 1985 | ф  |                                             | The Boys Next Door                   | детектив Марк Вудс      |
| 1987 | ф  |                                             | Outrageous Fortune                   | Джордж                  |
| 1988 | ф  |                                             | Paramedics                           | Майк                    |
| 1989 | ф  | Шанси є                                     | Chances Are                          | Луї Джеффріс            |
| 1990 | ф  |                                             | Playroom                             | Кріс                    |
| 1991 | ф  | Датч                                        | Dutch                                | Рід Стендіш             |
| 1991 | ф  | Тельма і Луїза                              | Thelma & Louise                      | Дерріл                  |
| 1991 | ф  | Дика орхідея 2: Два відтінки смутку         | Wild Orchid II: Two Shades of Blue   | сенатор Діксон          |
| 1993 | ф  | Фатальний інстинкт                          | Fatal Instinct                       | Френк Келбо             |
| 1994 | ф  | Швидкість падіння                           | Terminal Velocity                    | Керр                    |
| 1994 | ф  | Телевікторина                               | Quiz Show                            | Джек Баррі              |
| 1995 | ф  | Найкращі з найкращих 3                      | Best of the Best 3: No Turning Back  | Джек Баннінг            |
| 1995 | ф  | Чесна гра                                   | Fair Game                            | лейтенант Меєрсон       |
| 1996 | ф  | Щасливчик Гілмор                            | Happy Gilmore                        | Шутер МакГевін          |
| 1997 | ф  | Флаббер                                     | Flubber                              | Вілсон Крофт            |
| 1997 | ф  | Лугові собачки                              | Lawn Dogs                            | Нортон Стокард          |
| 1998 | ф  | Факультет                                   | The Faculty                          | Френк Коннор            |
| 1999 | мф | Сталевий гігант                             | The Iron Giant                       | Кент Менслі             |
| 2000 | ф  | Реквієм за мрією                            | Requiem for a Dream                  | Теппі Тіббонз           |
| 2000 | ф  | Ідеальний шторм                             | The Perfect Storm                    | Тодд Гросс              |
| 2005 | ф  | Ходять чутки                                | Rumor Has It                         | Роджер Макманус         |
| 2006 | ф  | Шалені гроші                                | Funny Money                          | Вік                     |
| 2006 | в  | Американський пиріг 5: Гола миля            | American Pie Presents The Naked Mile | Гаррі Стіфлер           |
| 2007 | в  | Американський пиріг: Переполох у гуртожитку | American Pie Presents Beta House     | Гаррі Стіфлер           |
| 2007 | ф  | Наркоз                                      | Awake                                | Ларрі Люпен             |
| 2008 | ф  | Шалені гроші                                | Mad Money                            | Брюс Арбогаст           |
| 2008 | ф  | Супергеройське кіно                         | Superhero Movie                      | Лу Ландерс / Годинникар |
| 2011 | ф  | Усім потрібна Кет                           | Cat Run                              | Білл Кребб              |
| 2011 | ф  | Тисни на газ                                | Balls to the Wall                    | містер Метьюз           |
| 2012 | ф  | Колекціонер 2                               | The Collection                       | містер Пітерс           |
| 2014 | ф  |                                             | About Last Night                     | Кейсі Макнейл           |
| 2015 | ф  |                                             | Don't Worry Baby                     | Гаррі Ленг              |
| 2015 | ф  |                                             | Zipper                               | Пітер Кіркленд          |
| 2016 | ф  | Дочка Бога                                  | Exposed                              | лейтенант Галвей        |
| 2017 | ф  | Його собаче діло                            | Once Upon a Time in Venice           | містер Картер           |
| 2018 | ф  | Гра пам'яті                                 | Backtrace                            | Френкс                  |
| 2020 | ф  |                                             | The Stand at Paxton County           | шериф Роджер Боствік    |
| 2020 | ф  | Ми можемо бути героями                      | We Can Be Heroes                     | Ніл Анамі               |
| 2022 | ф  |                                             | Rosaline                             | Лорд Капулетті          |

### Серіали
| Рік       |    | Українська назва                        | Оригінальна назва                     | Роль                      |
| --------- | -- | --------------------------------------- | ------------------------------------- | ------------------------- |
| 1982      | с  | Будьмо                                  | Cheers                                | Рік Вокер                 |
| 1985      | с  | Лицар доріг                             | Knight Rider                          | Джо Флінн                 |
| 1986      | с  | Зона сутінків                           | The Twilight Zone                     | кур'єр                    |
| 1990      | с  | Зоряний шлях: Наступне покоління        | Star Trek: The Next Generation        | лейтенант Річард Кастільо |
| 2000      | мс | Бетмен майбутнього                      | Batman Beyond                         | Кларк Кент / Супермен     |
| 2004      | мс | Ліга Справедливості                     | Justice League                        | Жор-Ел                    |
| 2007      | с  | Клан Сопрано                            | The Sopranos                          | Едді Данн                 |
| 2009      | с  | Закон і порядок                         | Law & Order                           | Джон Джей Макінтайр       |
| 2009      | с  | 4исла                                   | Numb3rs                               | Френк Томпсон             |
| 2009—2010 | с  | Зоряна брама: Всесвіт                   | SGU Stargate Universe                 | Алан Армстронг            |
| 2010—2012 | с  | Підпільна імперія                       | Boardwalk Empire                      | Гаррі Догерті             |
| 2012      | мс | Панда Кунг-Фу: Легенди крутості         | Kung Fu Panda: Legends of Awesomeness | трунар                    |
| 2013      | с  | Тіло як доказ                           | Body of Proof                         | Джеррі Робертс            |
| 2015      | с  | Гарна дружина                           | The Good Wife                         | суддя Дон Шаковські       |
| 2017      | с  | Закон і порядок: Спеціальний корпус     | Law & Order: Special Victims Unit     | Гарольд Койл              |
| 2018—2020 | с  |                                         | The Real Bros of Simi Valley          | Кел Серф                  |
| 2019      | с  |                                         | Mr. Iglesias                          | тренер Діксон             |
| 2021      | с  | Хитрощі                                 | Hacks                                 | Марті Гілайн              |
| 2021      | с  | Американська історія злочинів:Імпічмент | Impeachment: American Crime Story     | Роберт С. Беннетт         |
| 2022      | с  | Наглядач                                | The Watcher                           | детектив Чемберленд       |
| 2023      | с  | Таємне вторгнення                       | Secret Invasion                       | Кріс Стернс               |